# Margareta Arturson
Margareta Arturson, född 2 september 1928 i Jokkmokks församling, Norrbottens län, död 20 april 2020 i Uppsala, var en svensk barn- och ungdomspsykiater.
Arturson, som var dotter till kantor Einar Lindbäck och Jenny Fällman, avlade studentexamen i Uppsala 1947, blev medicine kandidat vid Uppsala universitet 1950 och medicine licentiat där 1955. Hon var amanuens på histologiska institutionen vid Uppsala universitet 1949–1954, förste assistent där 1956–1957, vikarierande underläkare vid gynekologiska kliniken på Akademiska sjukhuset 1957, underläkare och tillförordnad biträdande överläkare vid psykiatriska kliniken 1957–1961 samt barn- och ungdomspsykiatriska kliniken 1961–1965, underläkare vid barnmedicinska kliniken 1965–1966, överläkare vid barn- och ungdomspsykiatriska kliniken på Ulleråkers sjukhus (Kronåsens sjukhus) från 1966 och överläkare vid Bärby yrkesskola från samma år. Hon författade skrifter i histologi, endokrinologi och psykiatri. Arturson är gravsatt på Uppsala gamla kyrkogård.